# Panca Tunggal (Sungai Lilin)
Panca Tunggal is een bestuurslaag in het regentschap Musi Banyuasin van de provincie Zuid-Sumatra, Indonesië. Panca Tunggal telt 2604 inwoners (volkstelling 2010).